# Nationalpark Manú
Der Nationalpark Manú (spanisch Parque Nacional del Manú) ist ein Nationalpark im Amazonasgebiet im Südosten Perus in der Region Madre de Dios und zu kleinen Teilen in der Region Cusco. Er liegt östlich von Cusco am Ostabhang der Anden. Der Park wurde 1973 begründet und ist somit der dritte Nationalpark des Landes und eines der ältesten Schutzgebiete dieses Ranges im tropischen Regenwald und er umfasst eine Fläche von 18.812 km². Sein Zweck ist die Erhaltung der typischen Tier- und Pflanzenwelt wie auch die Bewahrung der Lebensart der ursprünglichen Bewohner, der autochthonen Indianer in diesem Teil des Amazonaswaldes. Bereits mit der Gründung erklärte die UNESCO den Nationalpark zum Biosphärenreservat und 1987 zum Weltnaturerbe.

## Charakteristik
Der Zugang zum Nationalpark ist sehr eingeschränkt. Die Kernzone, die 81,5 Prozent der Fläche ausmacht, darf nicht betreten werden. Ausgenommen von dieser Regelung sind kleine Indianerstämme (z. B. die Mashco-Piro), die keinen Kontakt zur Außenwelt wünschen. Weitere 13,5 Prozent der Fläche dürfen nur mit spezieller Erlaubnis für Forschung und eingeschränkten Tourismus betreten werden und dienen als Puffer zur Kernzone. Die restlichen 5 Prozent sind weitestgehend besiedelt, wobei dieser Teil meist den Indigenen vorbehalten ist. Durch diese äußerst restriktiven Maßnahmen konnte die ursprüngliche Tier- und Pflanzenwelt des Nationalparks weitgehend erhalten werden.
Zwischen den östlichen Ausläufern der Anden und dem Tiefland des Amazonas liegt eine Höhendifferenz von 4000 m und beschert damit dem Nationalpark drei verschiedene Vegetationsstufen: Regenwald, Bergregenwald und Hochgebirge.

## Klima
Die klimatischen Bedingungen im Nationalpark sind sehr unterschiedlich. Das Klima ist im Allgemeinen sehr regenreich und die Niederschläge variieren je nach Höhenlage. In der südlichen Zone (der höchstgelegenen) gibt es 1.500 bis 2.000 mm Regen pro Jahr. Im mittleren Bereich steigt die Regenmenge auf 3.000 bis 3.500 mm pro Jahr. Der höchste Rekord wird im nordwestlichen Teil mit mehr als 8.000 mm pro Jahr erreicht. In der Trockenzeit von Mai bis September nehmen die Niederschläge ab und die Temperaturen sinken. Auch der Wärmehaushalt ist sehr unterschiedlich, denn das Amazonasgebiet ist mit einer durchschnittlichen Jahrestemperatur von 25,6 °C warm, während das Andengebiet mit einer durchschnittlichen Jahrestemperatur von 8 °C kalt ist.

## Flora und Fauna
Die Verschiedenartigkeit der Flora und Fauna ist auch Forschungsgegenstand an der biologischen Station Cocha Cashu, die die größte Datenbank über tropische Ökosysteme in Südamerika besitzt. Betrieben wird die Station von der Universität La Molina in Zusammenarbeit mit dem zoologischen Institut Frankfurt am Main. Die Forscher schätzen, dass etwa 10 Prozent aller Pflanzen, die im Nationalpark gefunden werden, der Wissenschaft noch vollkommen unbekannt sind. Im Regenwald existieren gigantische Bäume mit über 60 m Höhe und 3 m Durchmesser, von welchen Lianen und andere Rankengewächse herunter hängen und verhindern, dass Licht den Boden des Regenwaldes erreicht. Im Bergregenwald gibt es Bäume mit verdrehten Stämmen, dichtere Vegetation und eine wesentlich höhere Artenvielfalt. Hier existieren Flechten, Moose, Farne und eine riesige Auswahl an Orchideen. Im Hochgebirge geht die Vegetation in eine lichtere Waldlandschaft mit dem für die Anden typischen zwergartigen Schilfgras über. In den drei Vegetationsstufen wurden 550 bisher unbekannte Vogel-, über 200 Säugetier- und über 100 Fledermausarten registriert. Vom Aussterben bedrohte Tiere, wie der Schwarze Kaiman oder der Riesenotter, sind hier noch in stabilen Populationen zu finden. Im Schutzgebiet sind 155 Amphibienarten und 132 Reptilienarten zu finden. Darüber hinaus wurden im Nationalpark bisher 210 Fischarten, 300 Ameisenarten, 650 Käferarten, 136 Libellenarten und mehr als 1300 Schmetterlingsarten nachgewiesen.

### Säugetiere

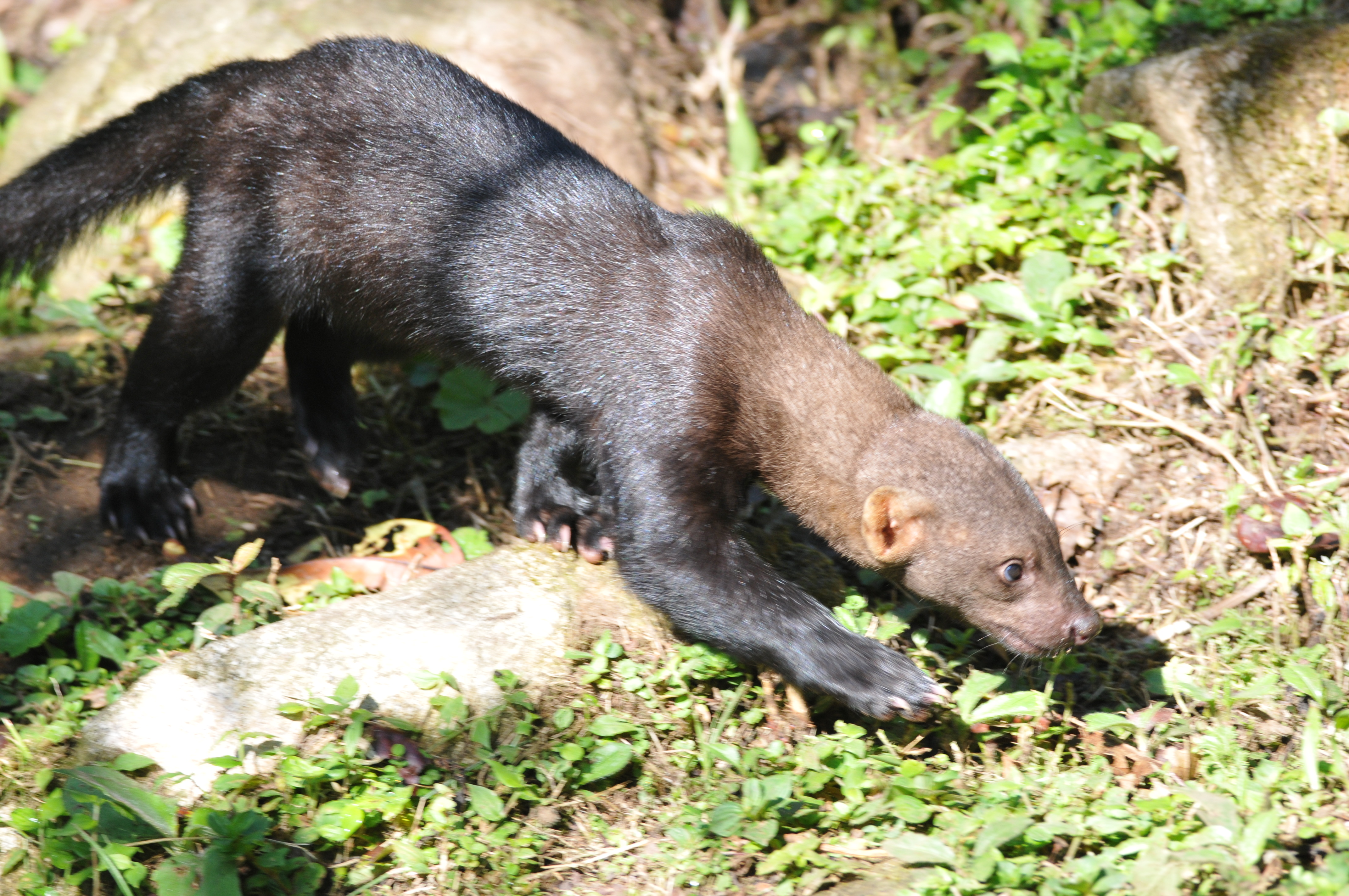
Die Tayra, die große Landmarderart des tropischen Amerika

Durch seine Größe und die verschiedenen Vegetationszonen bietet der Park zahlreichen Tierarten, darunter etwa 200 Säugetieren eine Heimat. Der Jaguar und der etwas kleinere Puma stellen die Spitzenprädatoren des Gebietes dar, wobei der Puma vom Tiefland bis in Höhen von über 3000 m emporsteigt und der Jaguar in der Regel unterhalb von 1000 m bleibt. Die größeren Höhen oberhalb von 1700 m sind auch die Heimat des Brillenbären. Kleinere Raubtiere sind in den Tieflandwäldern durch Ozelots, Tayras, Kurzohrfüchse, Nasenbären, Wickelbären und Riesenotter, in den Hochlagen durch Andenschakale vertreten. Die größten Tiere des Gebietes stellen die Flachlandtapire dar. Weitere Huftiere des Schutzgebietes sind Halsbandpekaris, Weißbartpekaris, Spießhirsche und Weißwedelhirsche. Auch der Sumpfhirsch wurde bereits nachgewiesen. Unter den Zahnarmen sind der Große Ameisenbär, der Tamandua, der Zwergameisenbär, das Riesengürteltier, das Neunbindengürteltier und zwei Faultierarten zu nennen. Zu den auffälligsten Nagetieren zählen des Wasserschwein, das Pakarana und das Paka. Insgesamt 14 verschiedene Affenarten und zahlreiche Kleinsäuger bereichern die Fauna ebenfalls. Im Manú Biosphärenreservat, das den Park einschließt, wurden im Einzelnen folgende Affenarten nachgewiesen: Der Springtamarin, das winzige Zwergseidenäffchen, der Weißstirnkapuziner (Unterart cuscinus), der Gehaubte Kapuziner (Unterart peruanus), der Braunrückentamarin, der Kaiserschnurrbarttamarin, der Bolivianische Totenkopfaffe, der Schwarzköpfige Nachtaffe, der Braune Springaffe, der Kahlgesichtige Saki, der Bolivianische Brüllaffe, der Schwarzgesichtklammeraffe und der Graue Wollaffe. An der Nordgrenze des Nationalparks wurde auch der Schnurrbarttamarin nachgewiesen.

### Avifauna

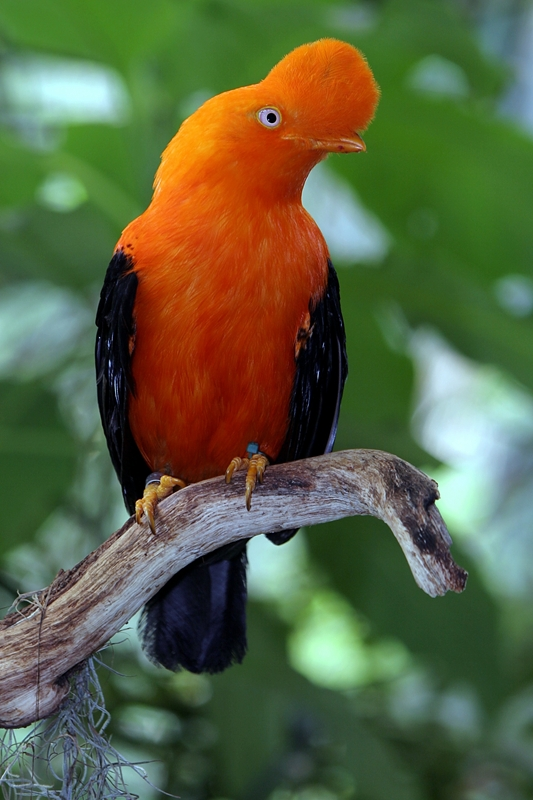
Andenklippenvogel

Der Nationalpark Manú weist wegen seiner sehr unterschiedlichen Lebensräume eine sehr große Avifauna auf. Man schätzt, dass es im Park mehr als 1000 Vogelarten gibt. Zu den hier vertretenen Arten zählen unter anderem Tangaren, Tukane, Baumsteiger, Kolibris, Quetzals und Eigentliche Papageien. Einige Arten haben im Nationalpark ihren Verbreitungsschwerpunkt. Dazu gehören der Schwarzgesichtkotinga und die Roststirn-Ameisendrossel. Zu den besonderen Arten, die im Nationalpark vorkommen, zählen außerdem der Hoatzin, die Orinokogans, der Andenklippenvogel und die Harpyie. Auf den Zugzeiten finden sich hier außerdem zahlreiche Vogelarten ein, deren Brutareal in Nordamerika liegt. Dazu zählen insbesondere sehr viele Waldsänger. Auch nordamerikanische Küstenvögel nutzen die Flussufer zur Rast. Zu den besonderen Schauspielen gehören die großen Schwärme verschiedener Aras, die bestimmte Klippen und Flussufer im Tieflandregenwald aufsuchen.

## Ethnien
Im Nationalpark leben kleine Indianerstämme in ihrer natürlichen Umgebung. Einige davon sind durch ihre Namen bekannt, wie die Machiguengas, die Yora, die Yaminahuas, die Mashco-Piros und die Amahuacas. Nur die Machiguengas und Yora haben Kontakt mit der Außenwelt und den Parkbehörden. Sie leben in tropischen, mit Palmenblättern gedeckten Hütten und betätigen sich als Jäger und Sammler und bewirtschaften kleine Anbauflächen. Inmitten des Nationalparks tragen sie zum Gleichgewicht der Natur bei. Wie bereits vor hunderten von Jahren wird ihre Gesellschaftsform durch Verwandtschaftsregeln und Ahnenglauben gesteuert. Handwerklich stellen sie Kleider aus Baumwolle her und töpfern keramische Gebrauchsgegenstände und Schmuck. Auf den kleinen Flächen rund um die Dörfer kultivieren sie Yuca, Mais, Papaya, Ananas und Bananen. Für die Jagd verwenden sie Pfeile, Speere und Steinäxte. Der Einfluss der modernen Gesellschaft lässt sich nicht ganz fernhalten und daher versuchen einige Indianer ihren Stamm langsam auf die Veränderung vorzubereiten.
Paititi, die verlorene Stadt der Inka, soll sich im Nationalpark befinden. Viele Expeditionen, zuletzt im Jahr 2002, fanden bis jetzt nur Spuren der Inka und zahlreiche Petroglyphen. Durch das enorme Vorkommen an Kautschuk kam es im letzten Jahrhundert zu einem Boom, im Zuge dessen die Stadt Puerto Maldonado entstand. Nach dem Abflauen des Booms verdienten sich viele Arbeiter ihren Lebensunterhalt mit dem Verkauf von Jaguarfellen, Ozelotfellen und von Schlangen- und Krokodilhäuten. Heute ist die Stadt Ausgangspunkt der Touren in den Regenwald.

## Bedrohungen
Eine wichtige Pufferzone des Nationalparks, das Nahua-Nanti-Reservat, ist durch Perus größtes Erdgasprojekt "Camisea" gefährdet. Durch Sprengungen und andere Öl- und Gasarbeiten gibt es dort bereits Einschränkungen für Tier- und Pflanzenwelt. Auch indigene Völker sind bedroht. Eine geplante Erweiterung von Camisea könnte weitere Einschränkungen auch für den Nationalpark erzeugen. Hinzu kommt, dass die peruanische Regierung Berichten zufolge auch Öl- und Gasförderung im Nationalpark selbst in Betracht zieht, auch wenn die Pläne bisher unter Verschluss gehalten werden. Peruanische Organisationen von indigenen Völkern und die Menschenrechtsorganisation Survival International setzen sich gegen diese Projekte und für den Schutz der Gebiete ein.

## Belege